# Anisokori
Anisokori är ett symptom som består i att höger och vänster pupill är olika stora. Symptomet kan antyda hjärnpåverkan av till exempel toxiska substanser. Det kan även bero på nervdefekt eller vara helt ofarligt. Anmärkningsvärt är nytillkommen anisokori. 
Isokori är det tillstånd då pupillerna är lika stora. 